# Elephantomyia nigriclava
Elephantomyia nigriclava är en tvåvingeart som beskrevs av Edwards 1933. Elephantomyia nigriclava ingår i släktet Elephantomyia och familjen småharkrankar. Inga underarter finns listade i Catalogue of Life.